# Max Clemens Bergh gen. von Trips
Max (Maximilian) Clemens Hubertus Maria Reichsgraf Bergh gen. von Trips (* 29. Juni 1850 in Düsseldorf; † 6. Juni 1921 auf Schloss Hemmersbach) war ein deutscher Rittergutsbesitzer und Politiker aus dem Adelsgeschlecht Berghe von Trips.

## Leben
Bergh gen. von Trips war der Sohn des Fideikommissherren Eduard Franz Oskar Clemens Bergh gen. von Trips (* 14. April 1814 in Erlangen; † 14. Oktober 1856 in Köln) und dessen Ehefrau Bertha Gräfin von Quadt-Wykradt-Isny (* 7. Mai 1819 in Isny; † 7. Februar 1899 in Düsseldorf), einer Tochter von Wilhelm von Quadt-Wykradt-Isny. Er war katholisch und heiratete am 89. Juli 1889 Eugenia Freiin von Fürstenberg aus dem Hause Stammheim (* 14. Juni 1871 in Obsinnig; † 9. Februar 1953 auf Burg Lede bei Beuel).
Bergh gen. von Trips lebte als Fideikommissherr auf Schloss Hemmersbach und war auch Eigentümer des Rittergutes Juntersdorf bei Füssenich. Er schlug zunächst eine Militärlaufbahn ein und schied als Rittmeister aus dem aktiven Dienst aus. Er wurde zum königlich preußischen Kammerherren und zum päpstlichen Geheim-Kämmerer die spada e cappa ernannt.
1883 wurde er für den Stand der Ritterschaft in den Regierungsbezirken Koblenz/Trier/Köln als stellvertretender Abgeordneter in den Provinziallandtag der Rheinprovinz gewählt. 1883 und 1888 wurde er als Stellvertreter einberufen und nahm am Landtag teil.